# مقاطعة بينفيل (لويزيانا)
مقاطعة بينفيل (بالإنجليزية: Bienville Parish, Louisiana)‏ هي إحدى مقاطعات ولاية لويزيانا في الولايات المتحدة. تأسست سنة 1848، وتبلغ مساحتها 2128 كم2، بلغ عدد سكانها 14353 نسمة في عام 2010 حسب إحصاء مكتب تعداد الولايات المتحدة .

## وصلات خارجية
- United States Counties